# (35092) 1990 WK6
1990 WK6 (asteroide 35092) é um asteroide da cintura principal. Possui uma excentricidade de 0.14703380 e uma inclinação de 7.10492º.
Este asteroide foi descoberto no dia 21 de novembro de 1990 por Eric Walter Elst em La Silla.